# 脑纹地形
脑纹地形(Brain terrain)也被称为脑珊瑚结(Knobs-brain coral)和脑珊瑚地形(brain coral terrain)，是在火星舌状岩屑坡、线状谷底沉积和同心坑沉积表面发现的，由复杂的垄脊所组成的一种地貌特征。由于外观酷似人脑表面的脑纹，所以被命名为脑纹地形，其中宽脊被称为“细胞闭合型”脑纹地形，而不太常见的窄脊则被称为“细胞开放型”脑纹地形。
据认为，宽脊的细胞闭合型地形中包裹着冰核，一旦冰核融化消失时，宽脊中心就会塌陷，形成开放细胞型的窄脊。来自高分辨率成像科学设备的阴影测量显示，这些垄脊有4-5米高。脑纹地形被观察到由所谓的“平原上部单元”构成，这一过程起始于应力产生的裂纹，而平原上部单元则是累积的降雪和冰核尘埃覆盖层。
如今，人们普遍认可如舌状岩屑坡、线状谷底沉积和同心坑沉积等类冰川结构都是相互关联的，因为它们具有相同的表面结构。峡谷中冰川类结构和冰斗状的凹壁可能会与其他类型的因素结合，形成舌状岩屑坡。当相向的舌状岩屑坡汇聚时，就会产生出线状谷底沉积，它们可能都富含水冰物质。
在北半球火星分界线附近区域发现了很多此类特征，大部分位于东经0度至70度之间，该区域附近的地区被用一些古地名命名：都特罗尼勒斯桌山群、普罗敦尼勒斯桌山群和尼罗瑟提斯桌山群。舌状岩屑坡、线状谷底沉积和同心坑沉积中可能有大量被尘土和岩屑覆盖的积冰。

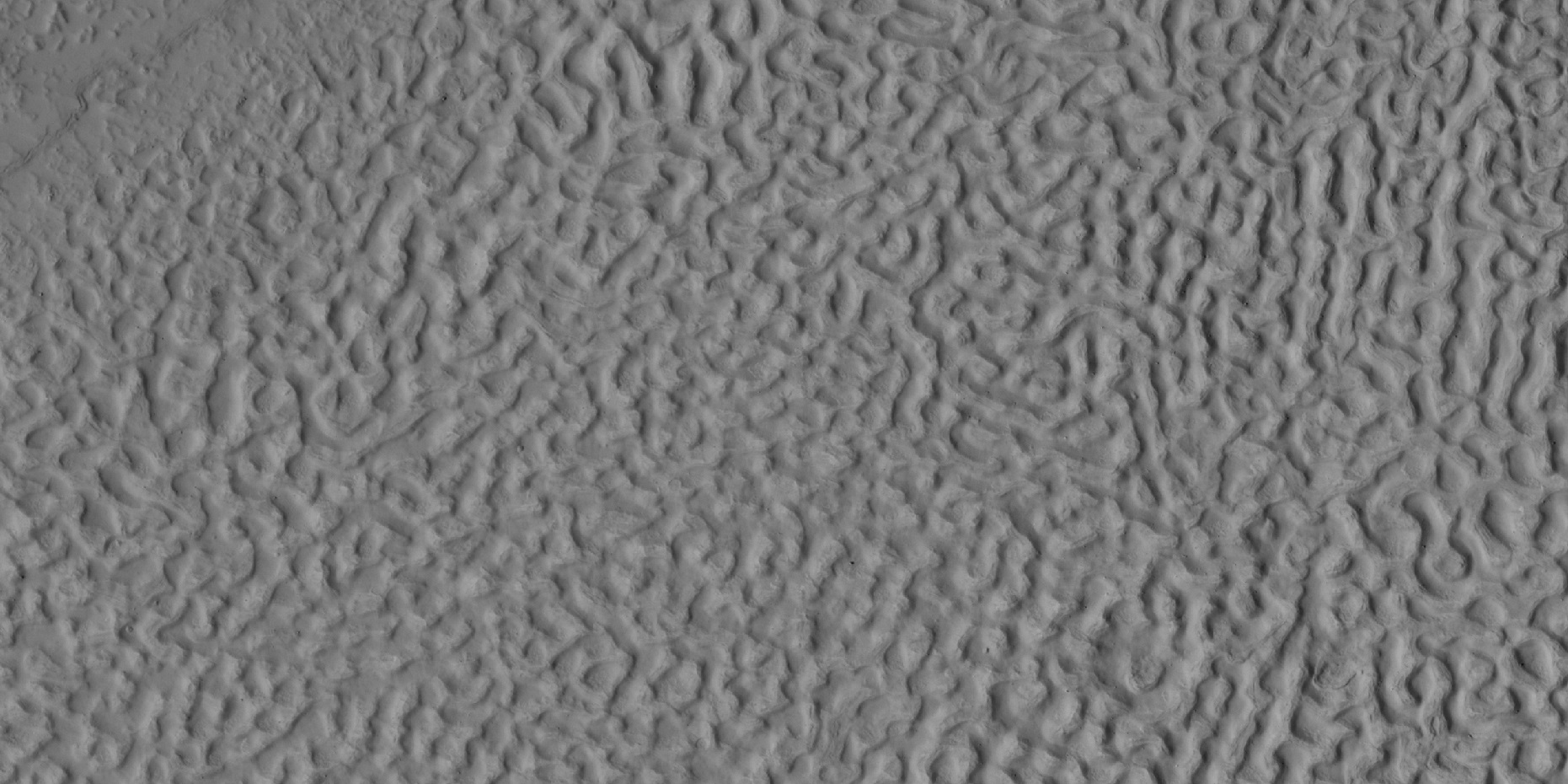
脑纹地形, 由HiWish计划下的高分辨率成像科学设备拍摄，图像位于伊斯墨诺斯湖区。
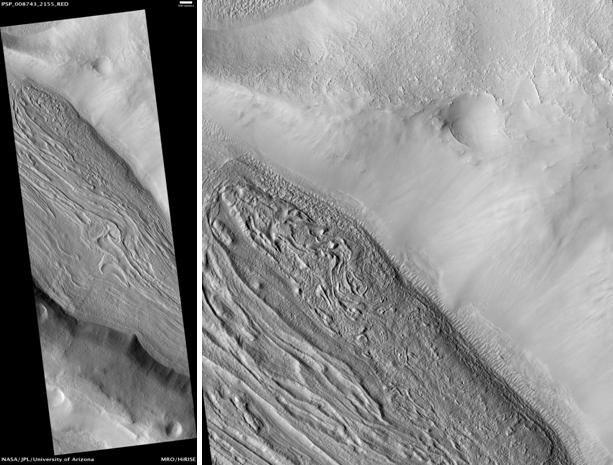
高分辨率成像科学设备在伊斯墨诺斯湖区看到的科勒槽沟中的线状谷底沉积，比例尺长度500米。
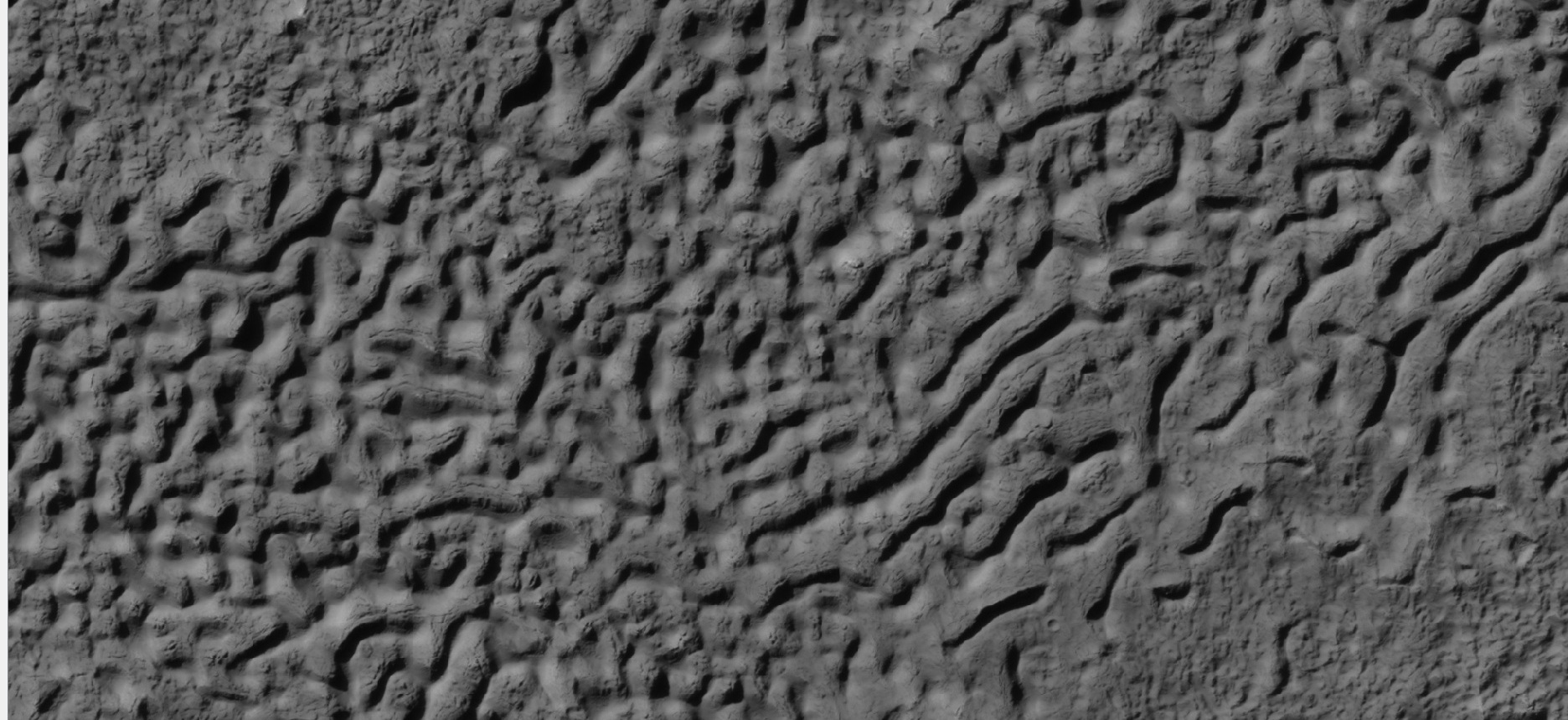
HiWish计划下的高分辨率成像科学设备所看到的细胞闭合型脑纹地形，该种类型的表面常见于舌状岩屑坡、同心坑沉积和线状谷底沉积。
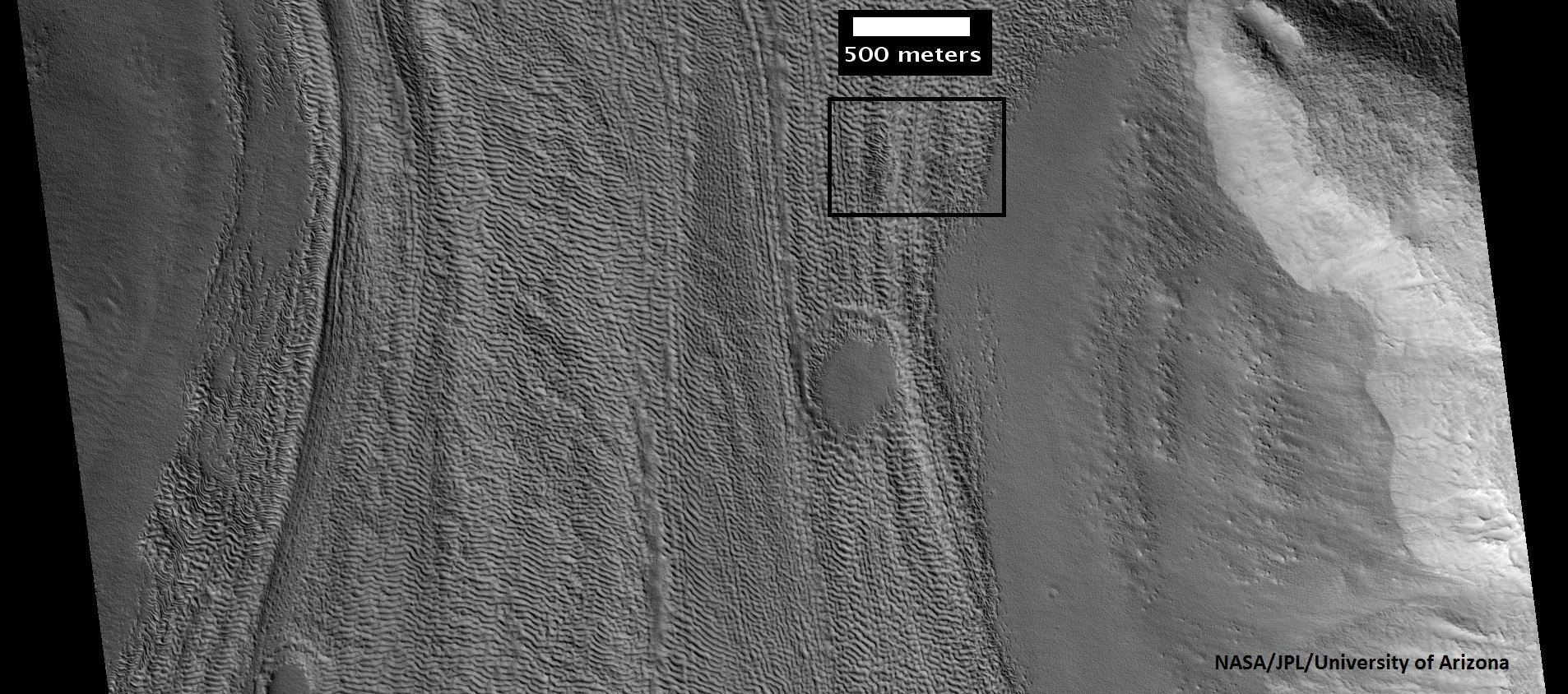
图中方框显示了下一幅图片的区域。该位置为一处线状谷底沉积区。HiWish计划下拍摄的高分辨率成像设备图片。
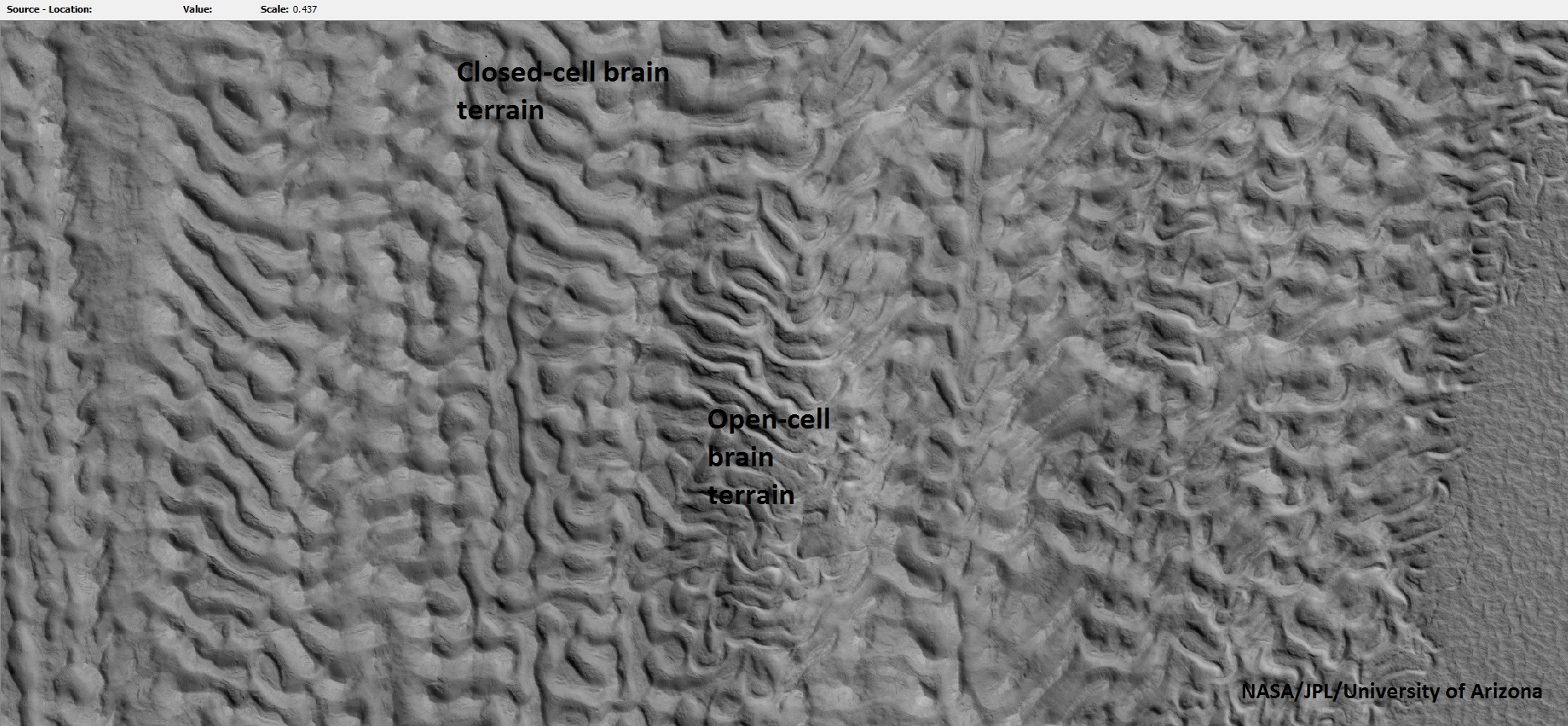
HiWish计划下高分辨率成像科学设备显示的开放和闭合型脑纹地形。

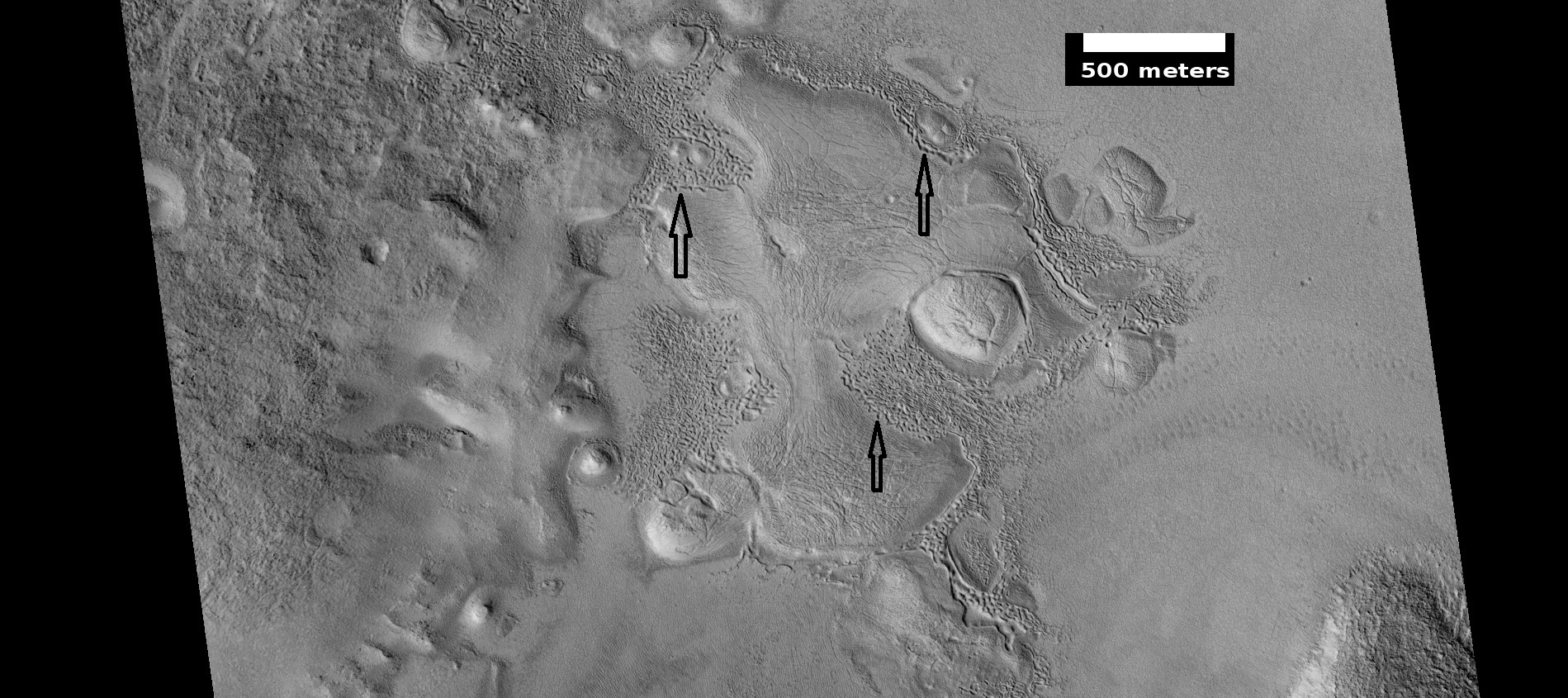
脑纹地形形成于一处较厚的堆积层，箭头指示较厚的单元分裂成小的细胞。
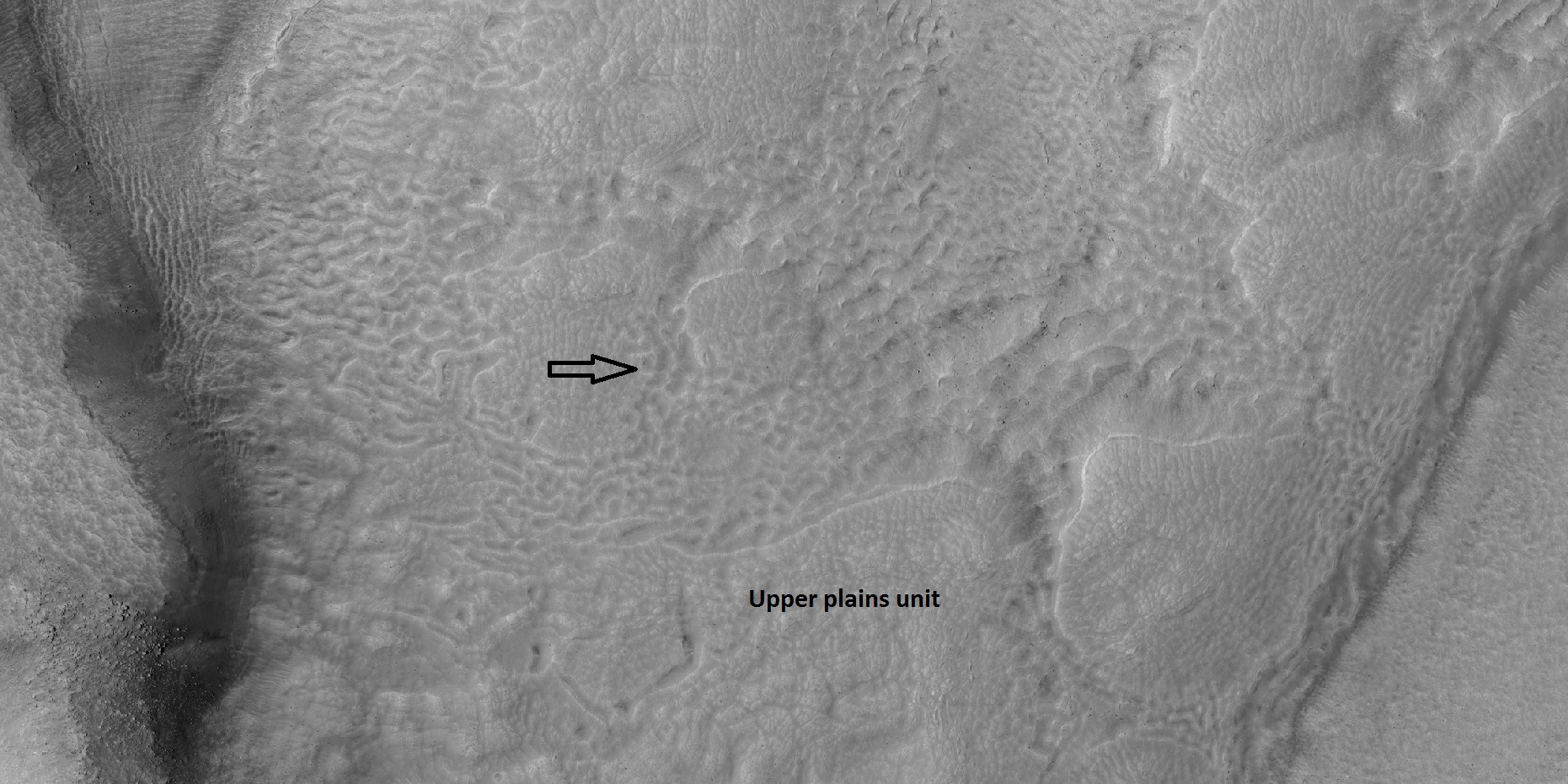
脑纹地形正形成于崩溃的平原上部单元，箭头所指处正在形成坍塌，并将转变为脑纹地形。
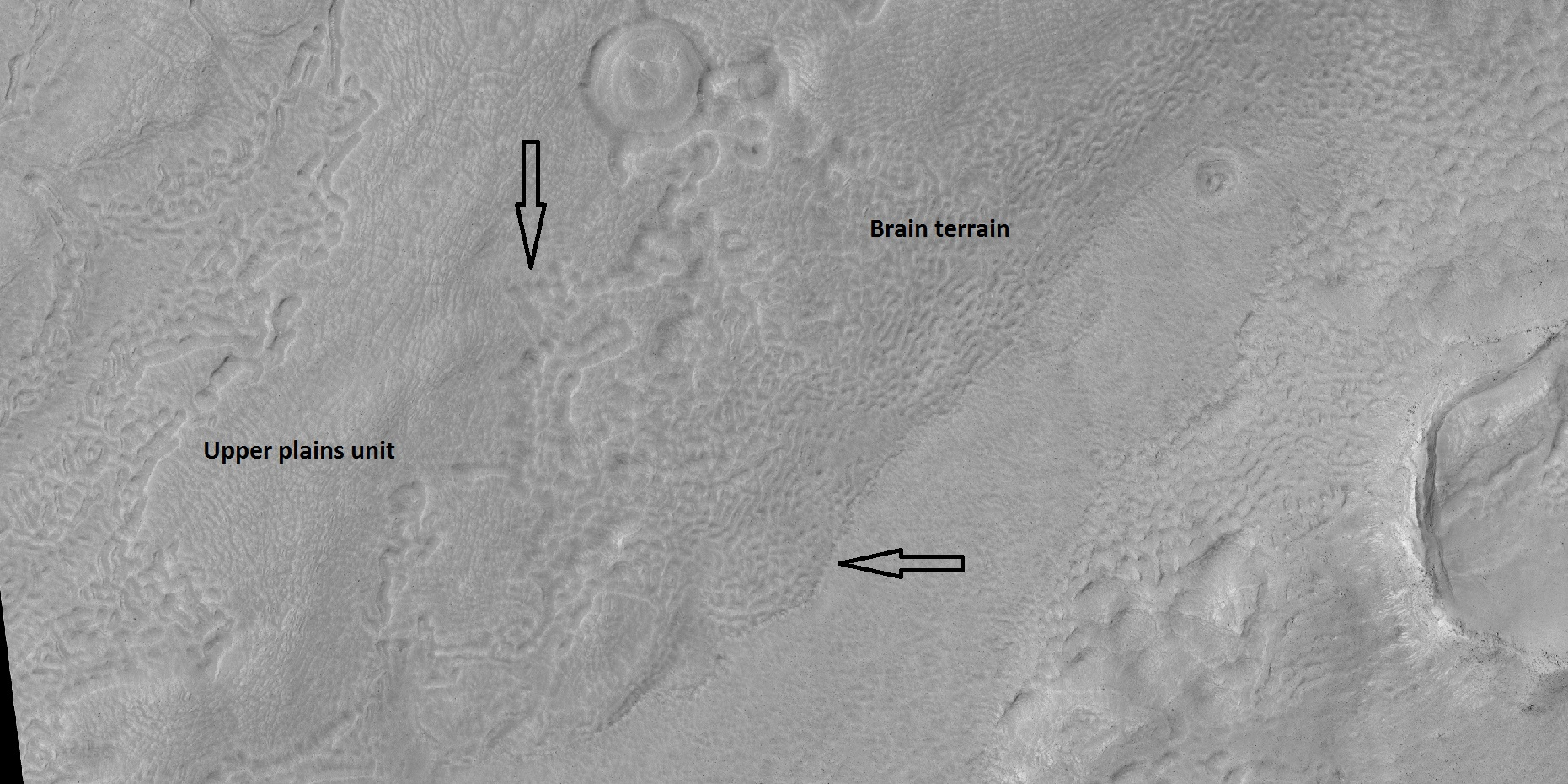
脑纹地形正形成于崩溃的平原上方堆积单元，箭头所指处正在形成坍塌，并将转变为脑纹地形。
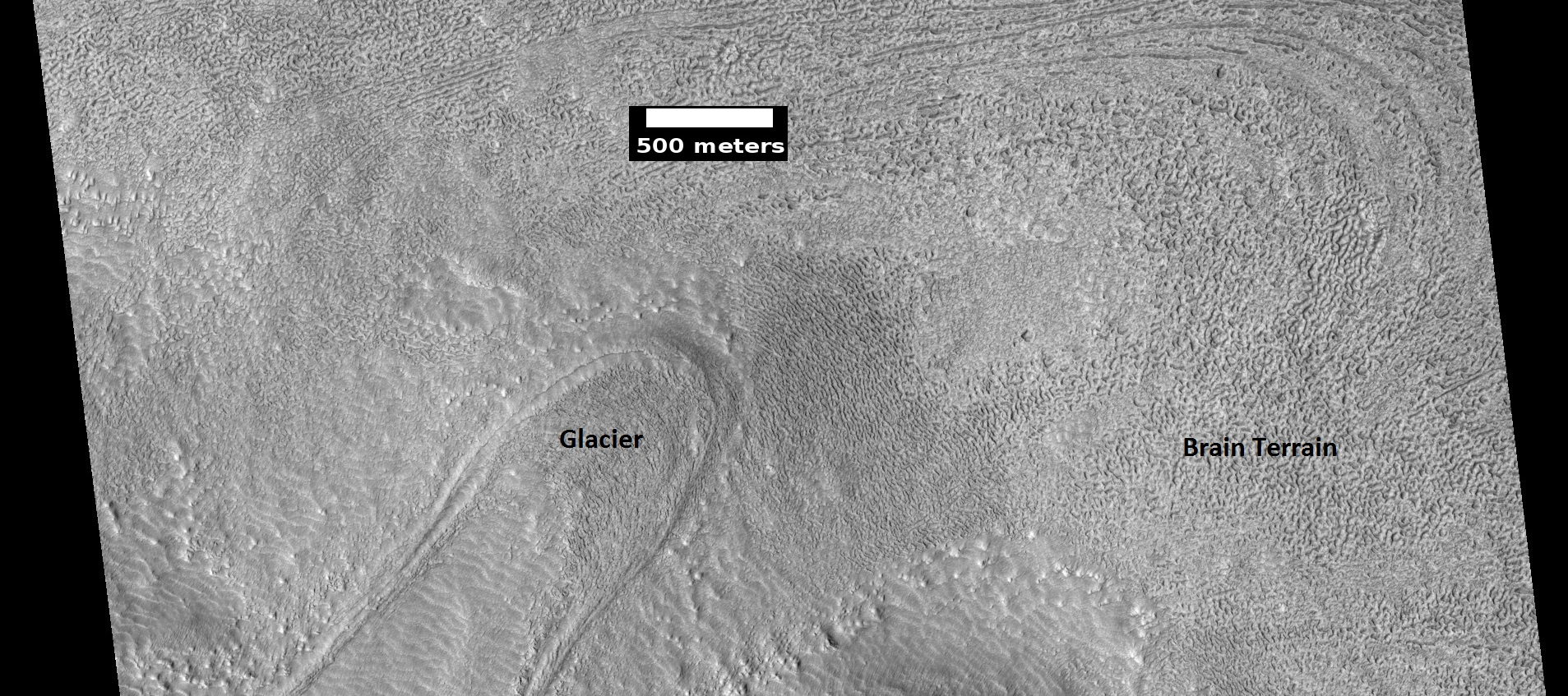
可能被脑纹地形环绕着的冰川

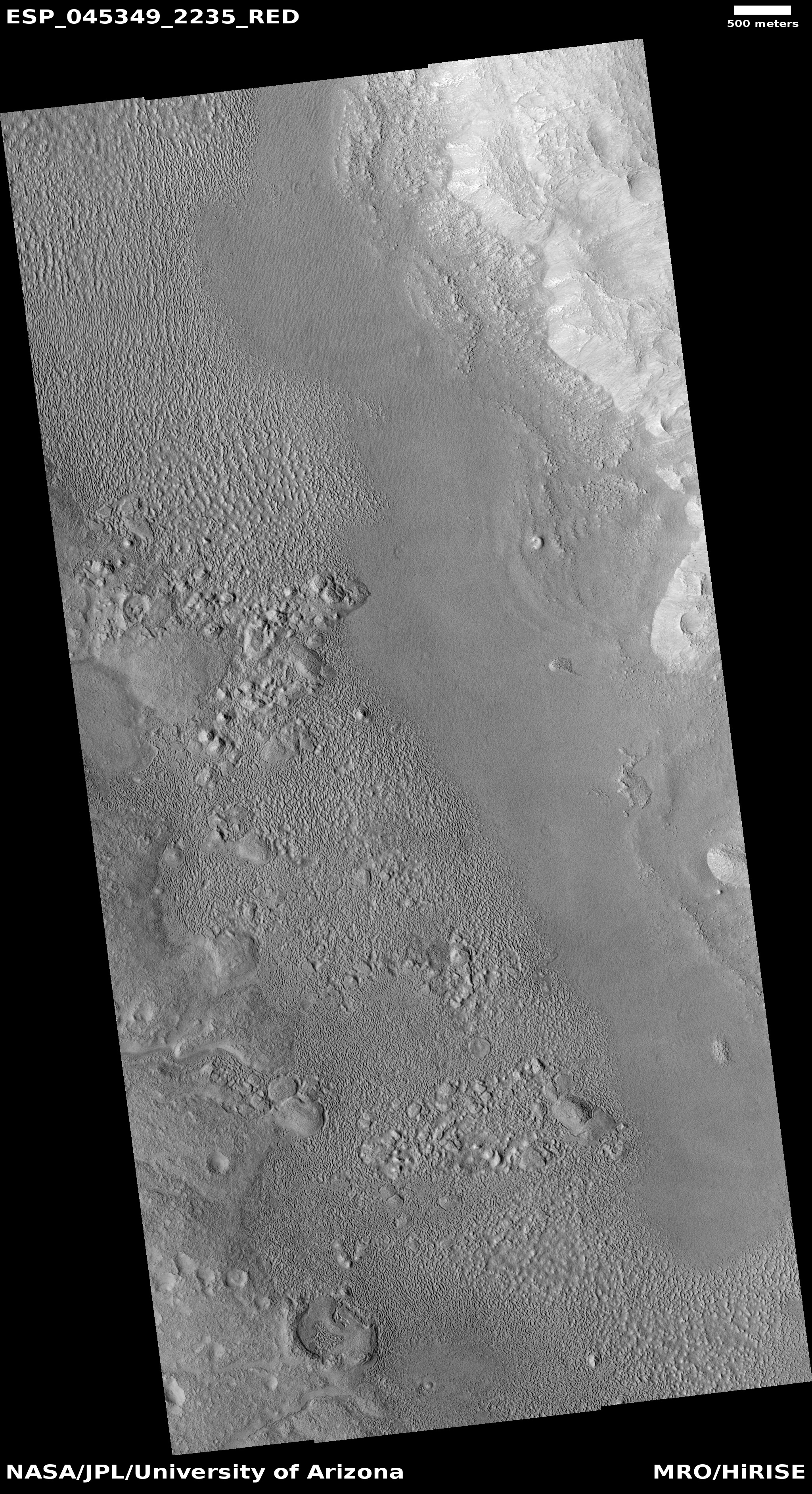
正在形成过程中的脑纹地形宽景图
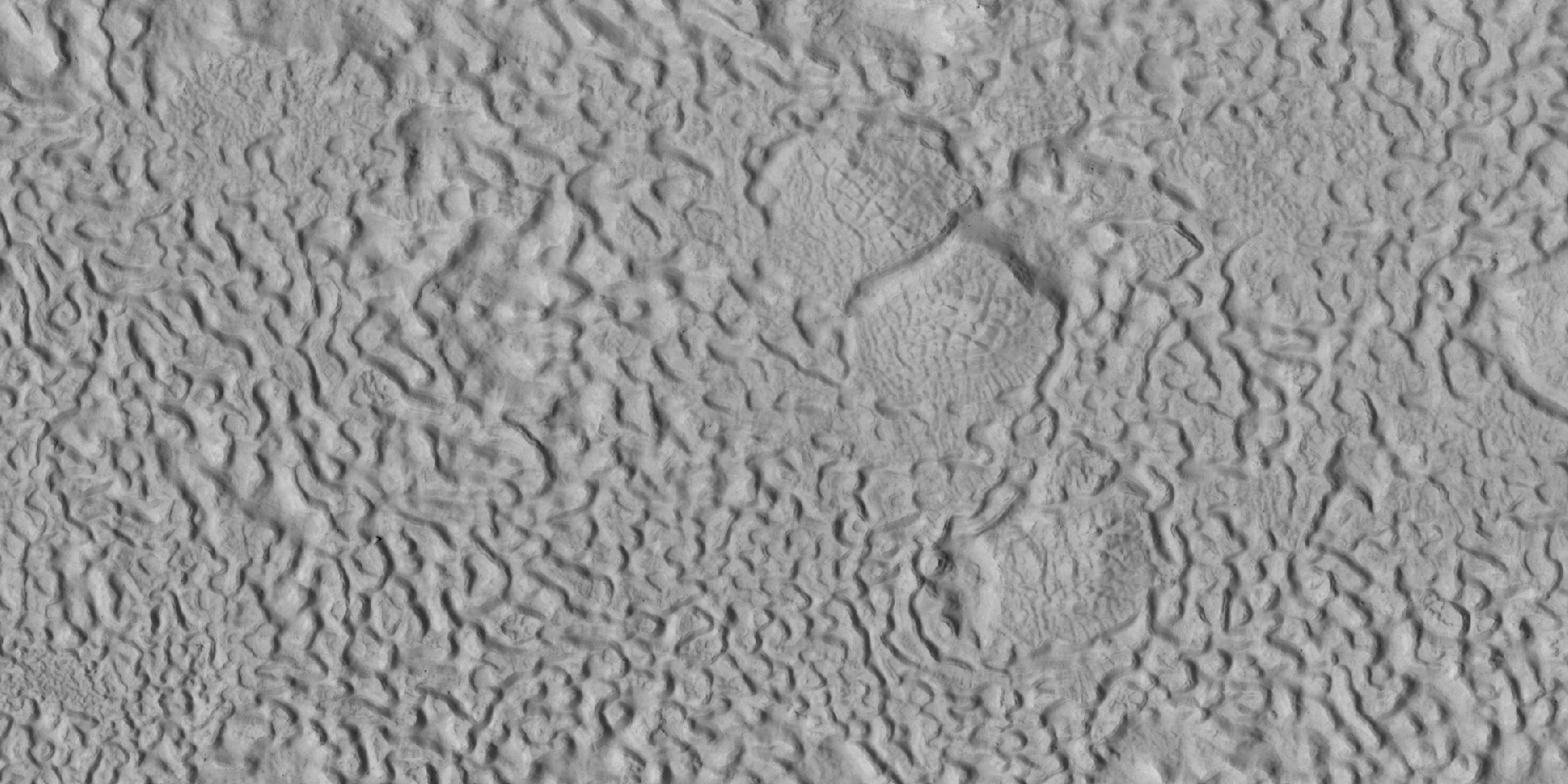
HiWish计划下高分辨率成像科学设备显示的形成中的脑纹地形，注：这是前一幅图像的放大版。
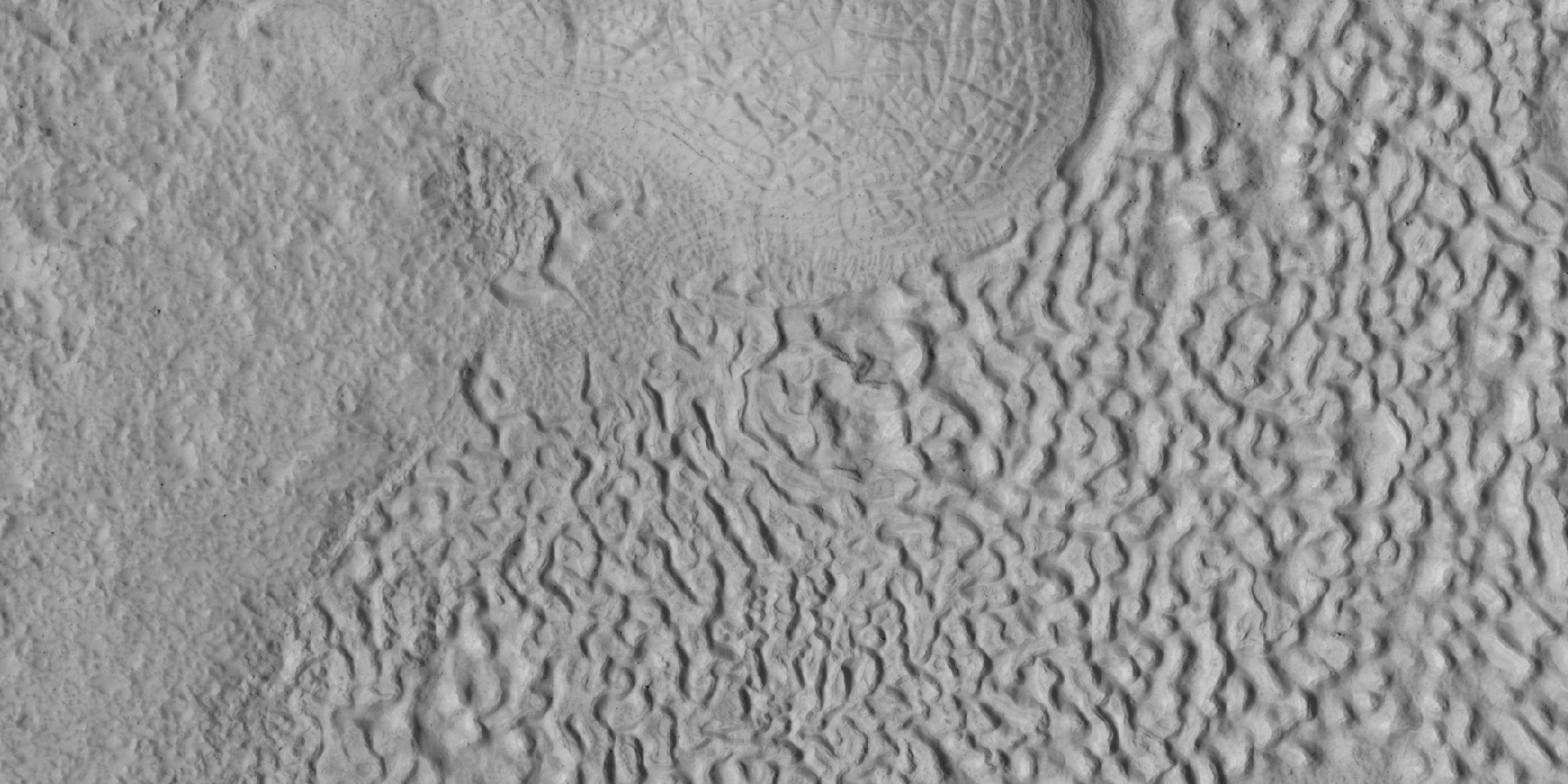
正在形成中的脑纹地形。
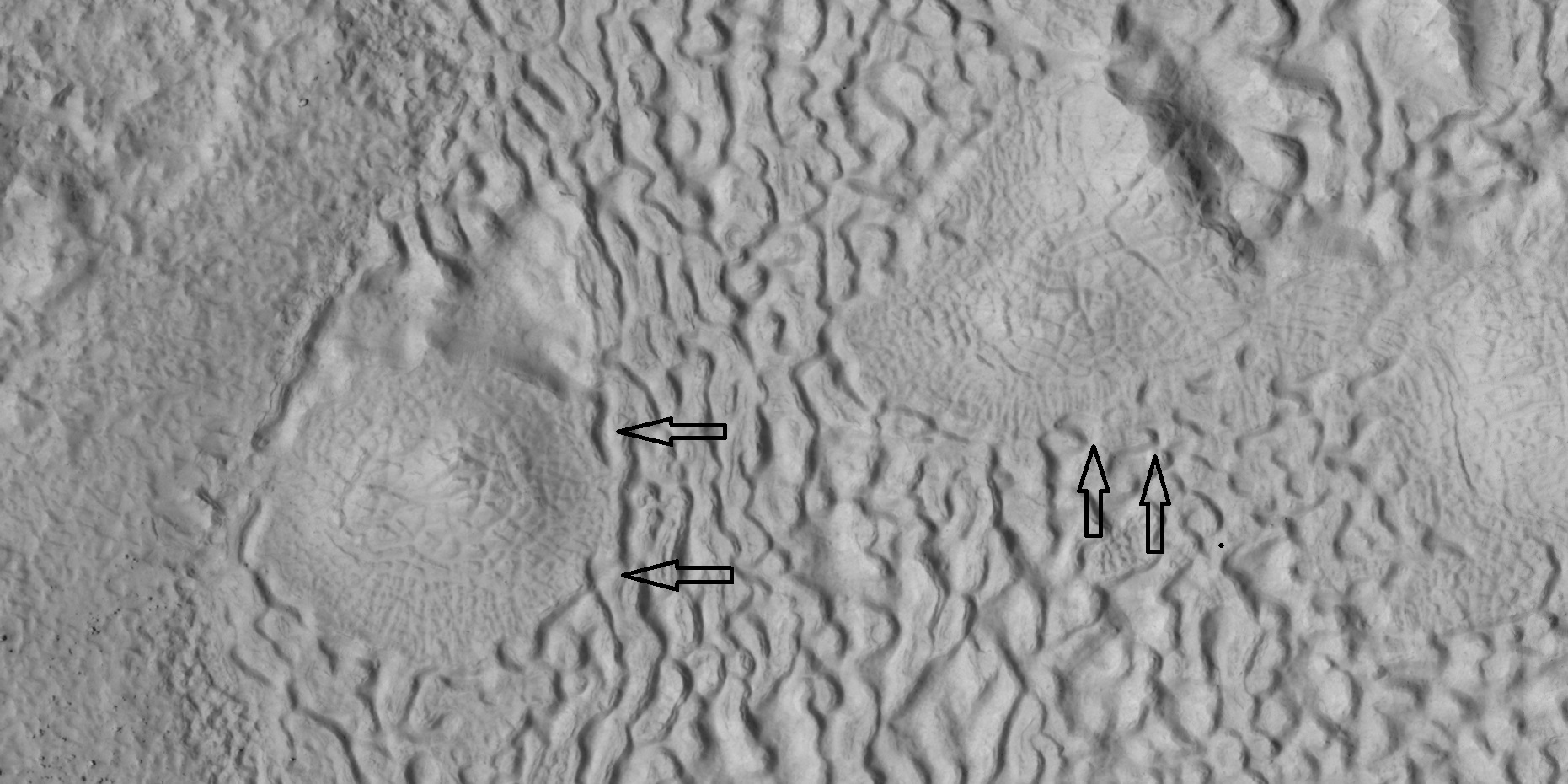
正在形成中的脑纹地形，箭头所指的斑块为脑纹地形开始形成处。
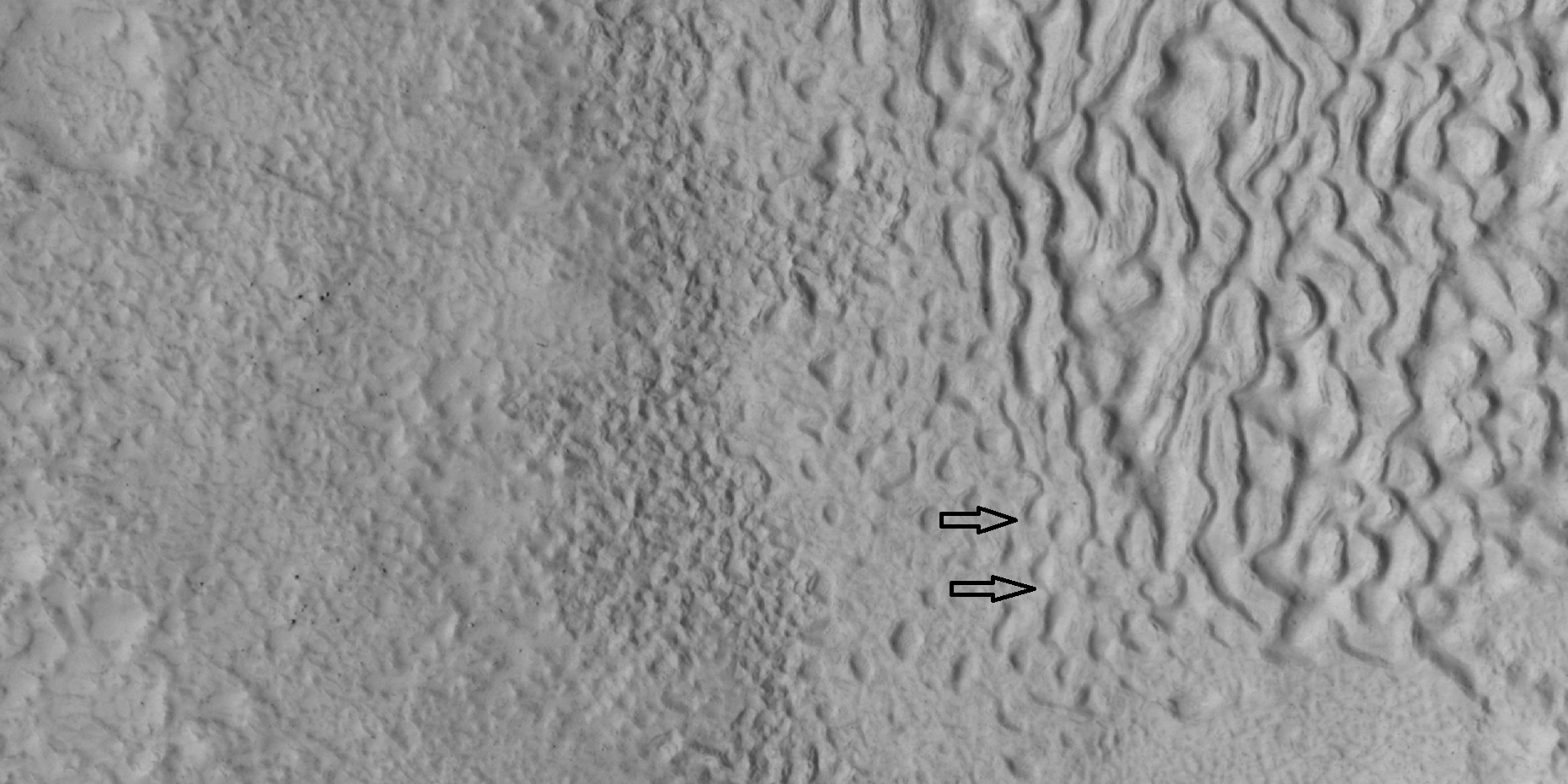
正在形成中的脑纹地形，箭头所指的斑块为脑纹地形开始形成处。
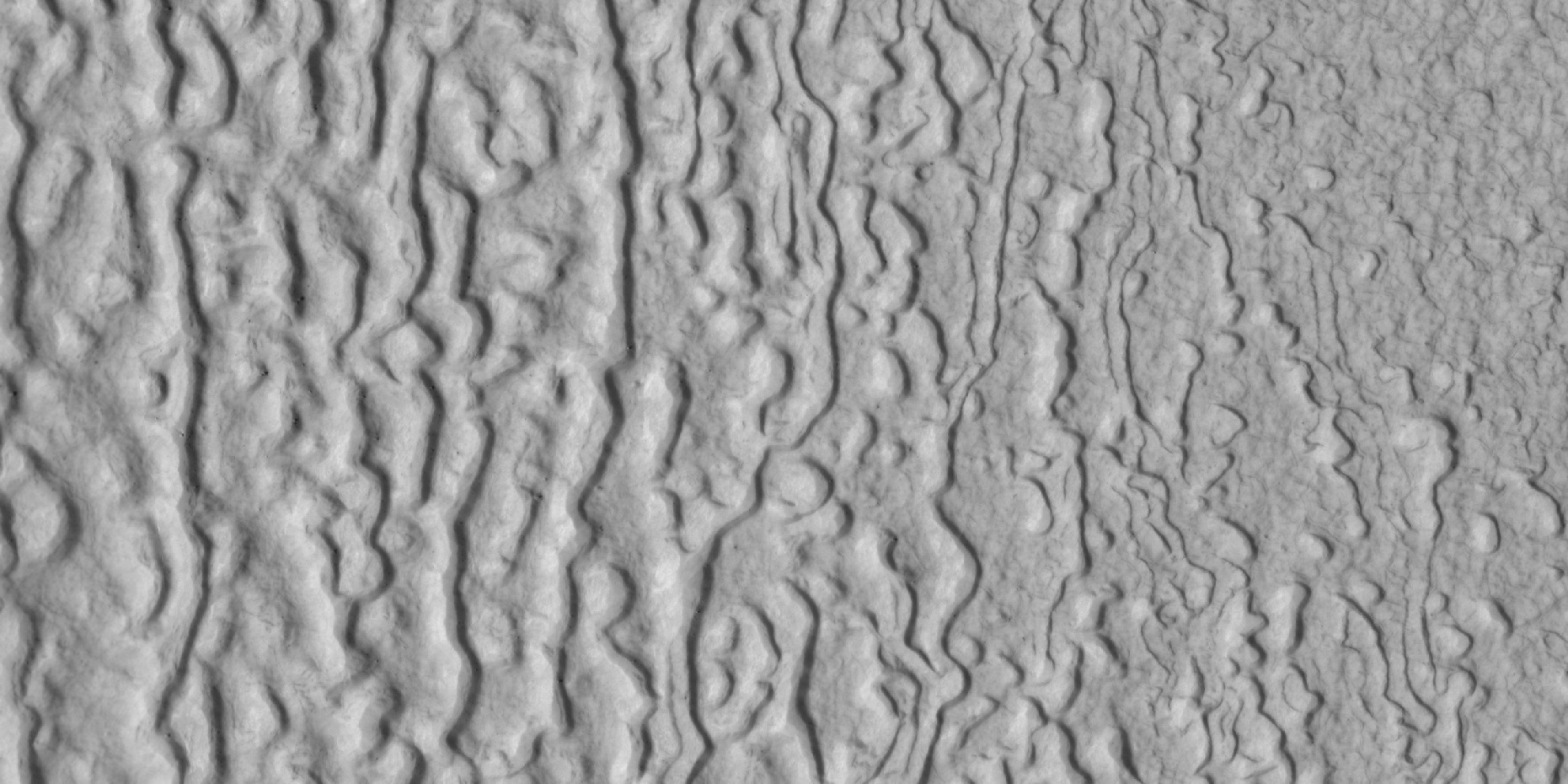
正在形成中的脑纹地形，上一幅图像的放大版。

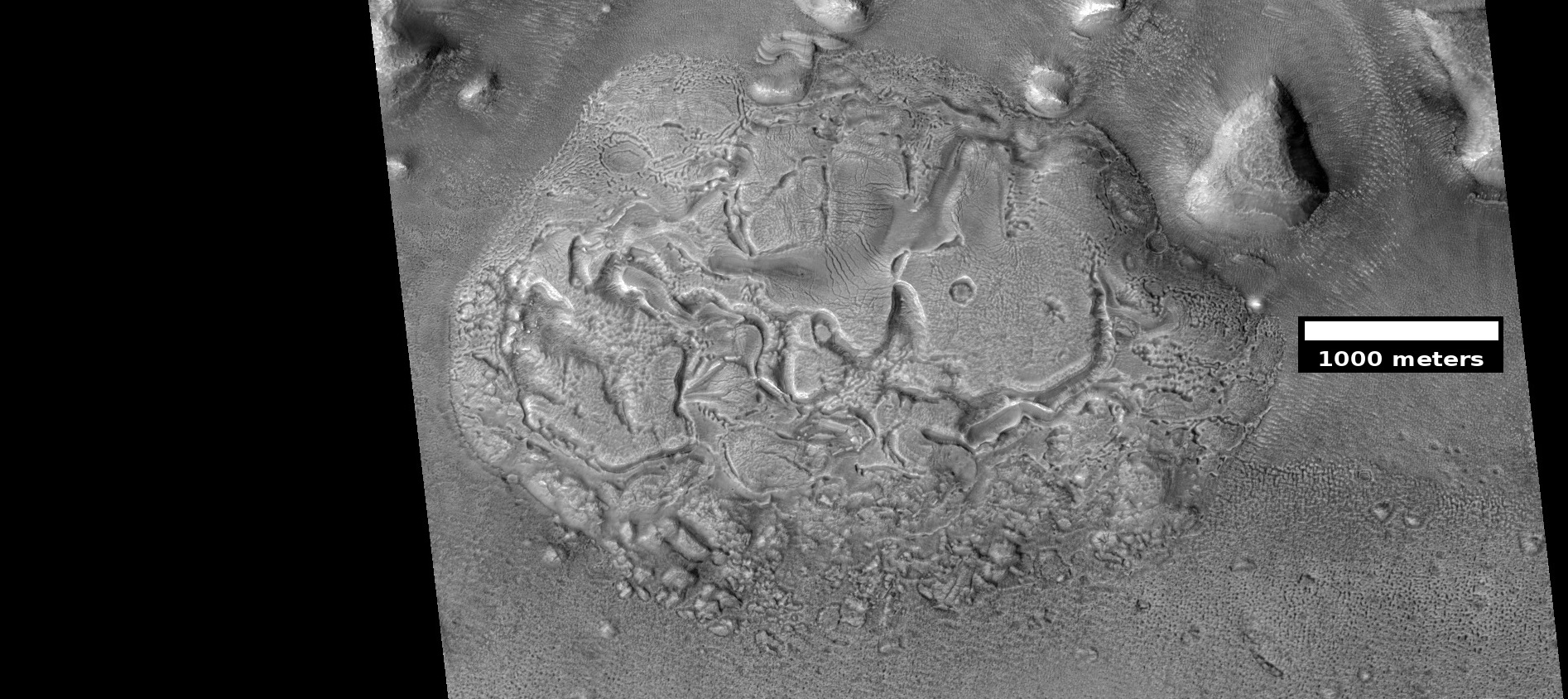
正在形成中的脑纹地形宽景图。
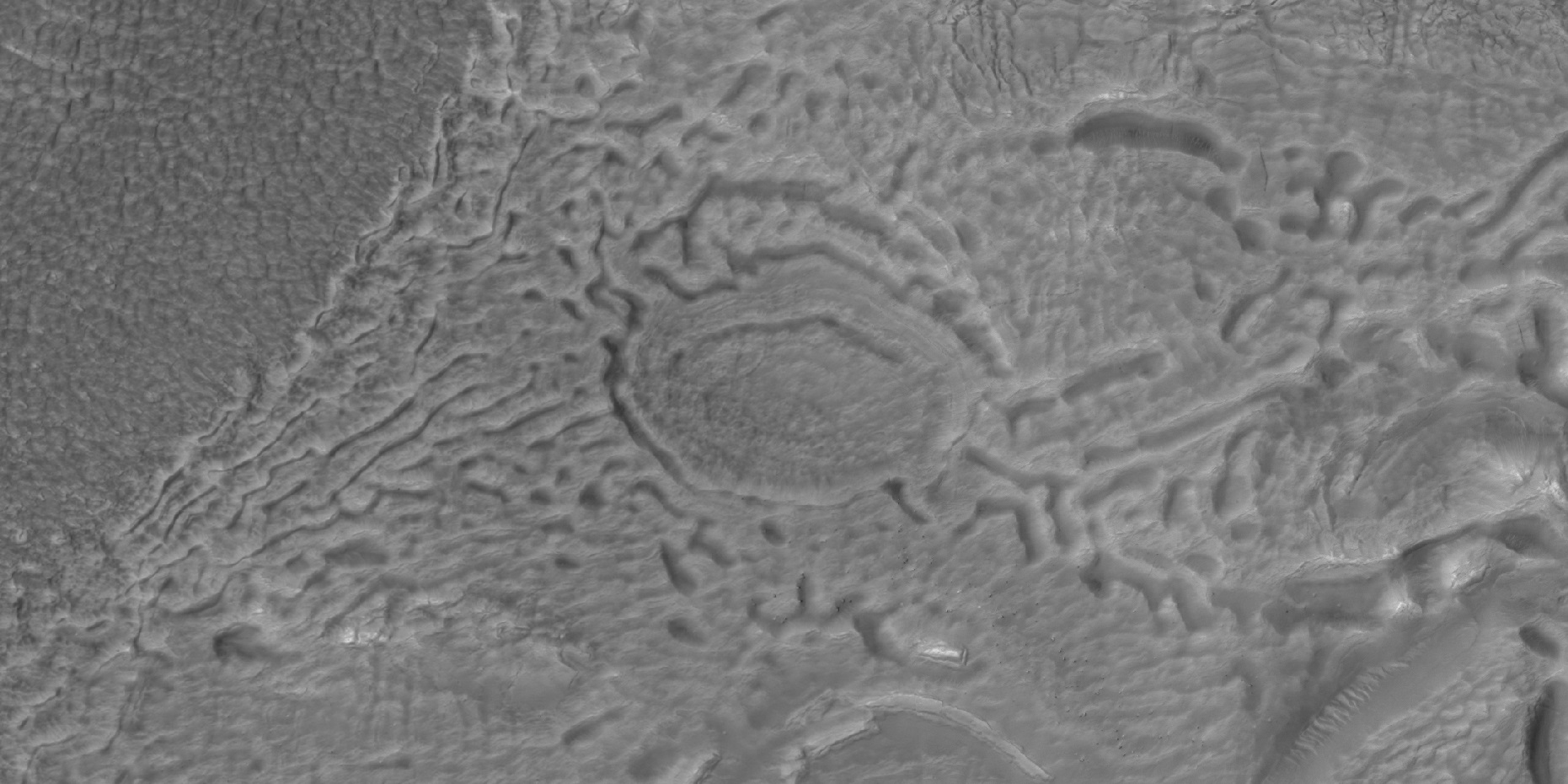
正在形成中的脑纹地形
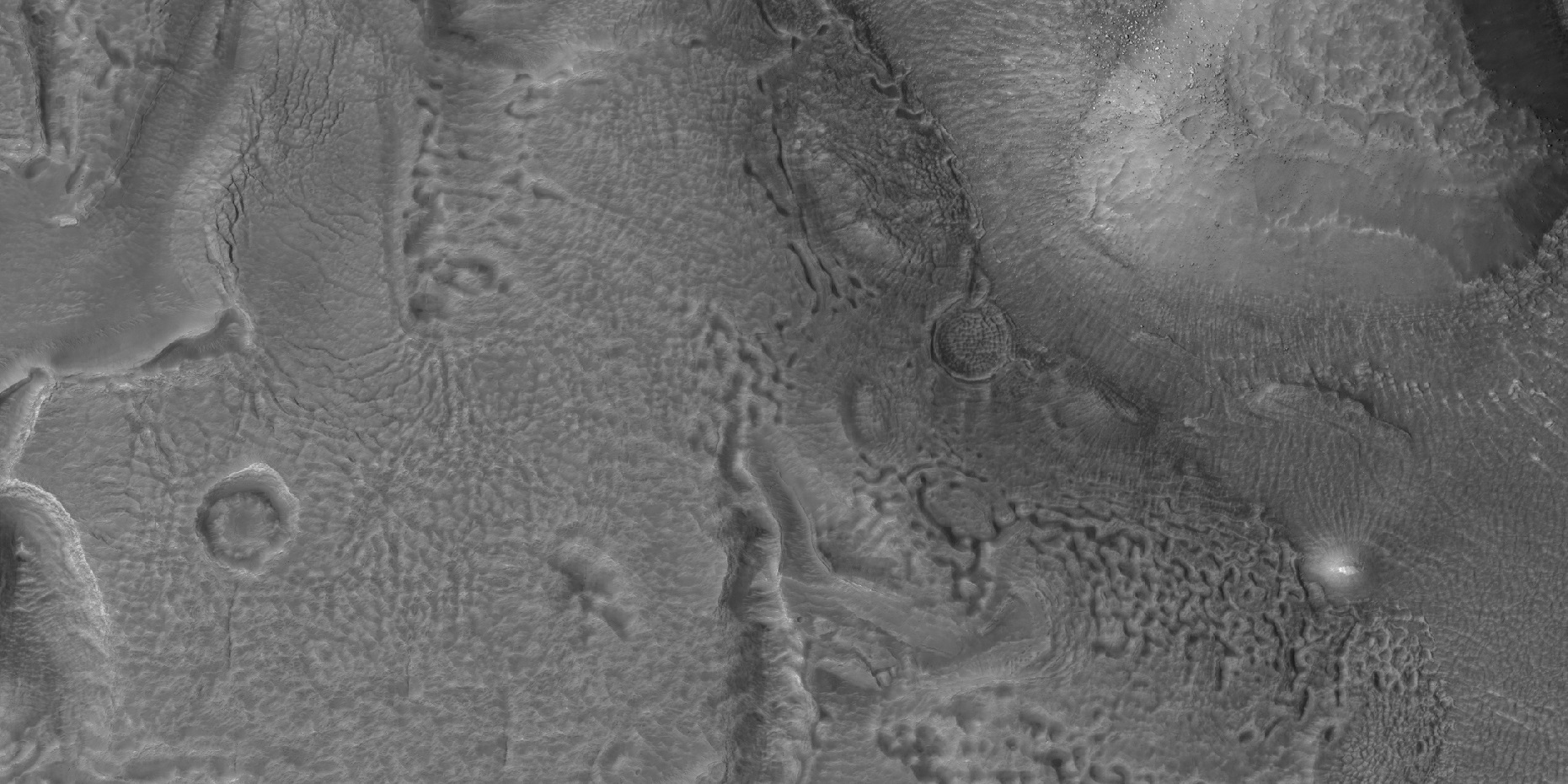
正在形成中的脑纹地形
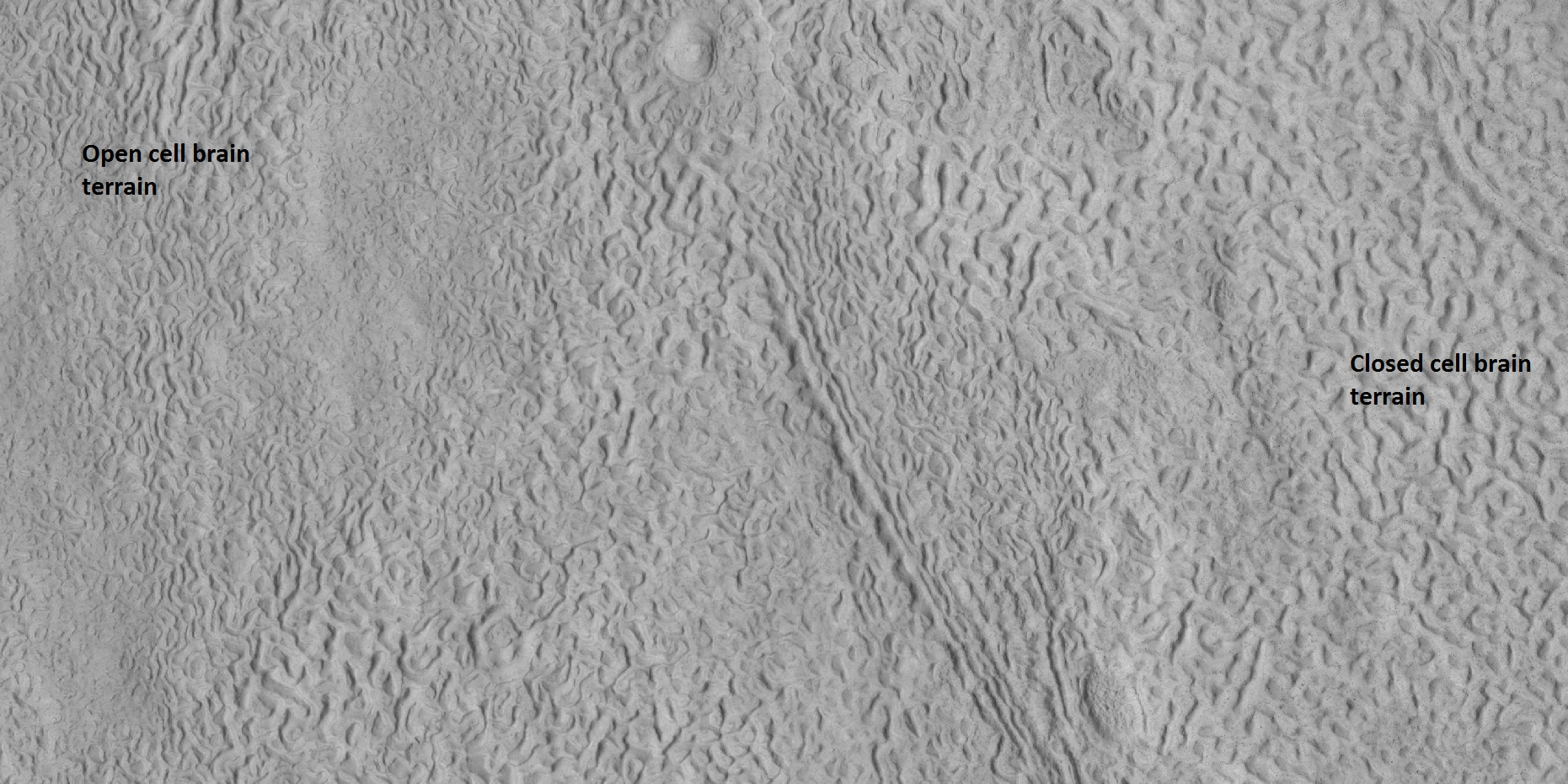
标注出的开放和闭合型脑纹地形，位于伊斯墨诺斯湖区。
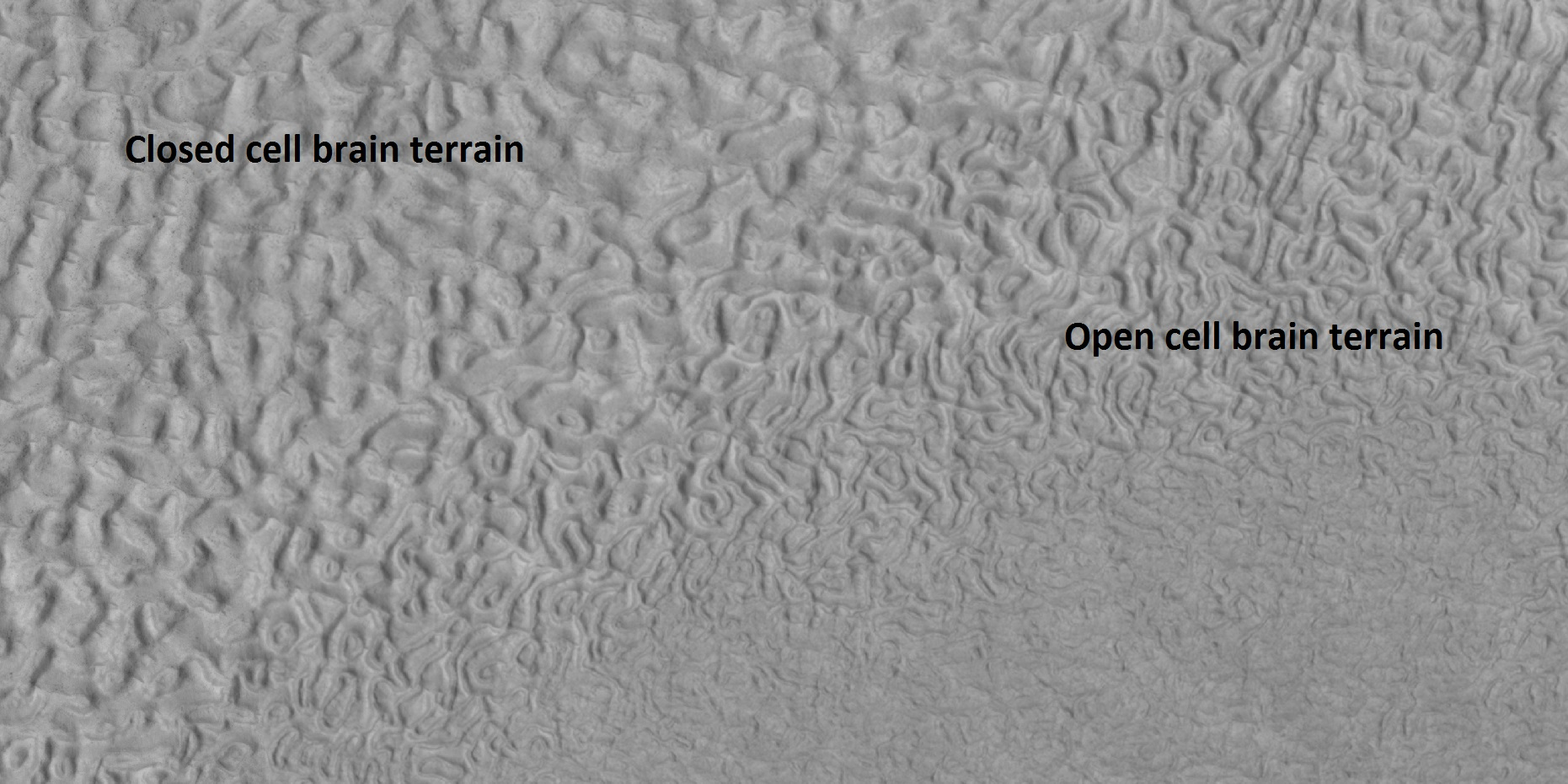
标注出的开放和闭合型脑纹地形，位于伊斯墨诺斯湖区。
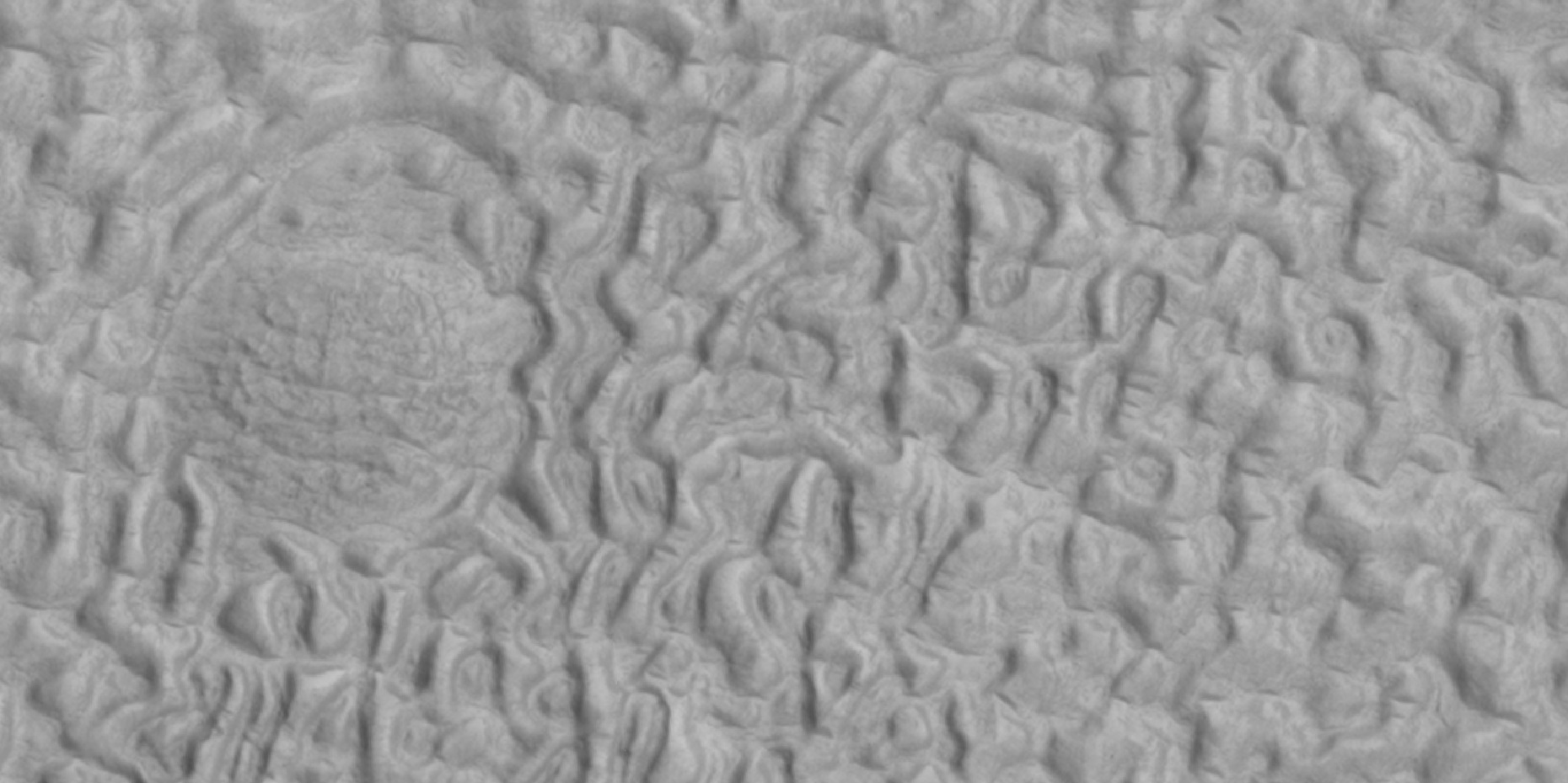
伊斯墨诺斯湖区正在形成中的脑纹地形
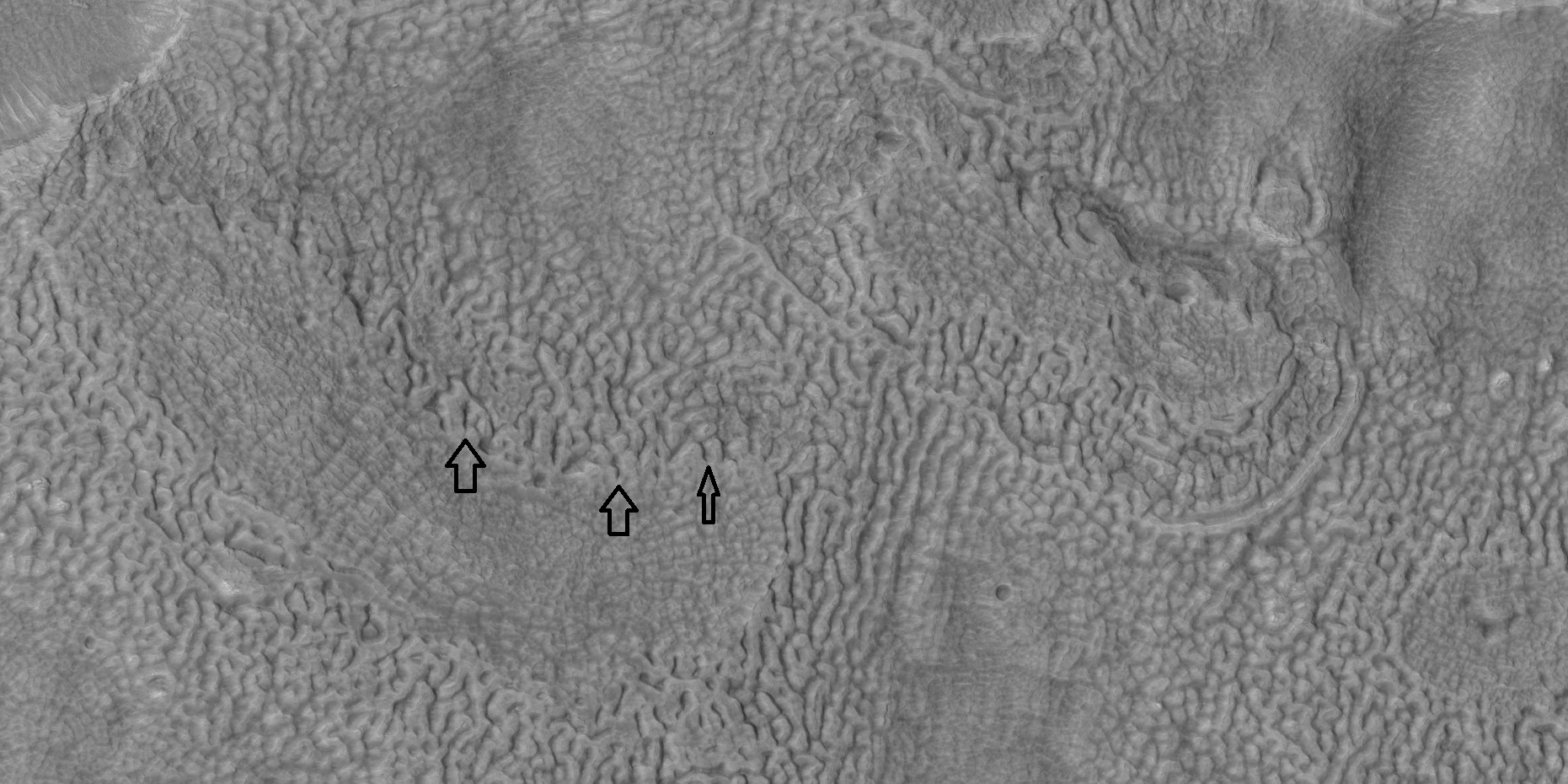
正在形成中的脑纹地形，箭头指示的位置为脑纹地形开始形成处，图像拍摄于伊斯墨诺斯湖区。

## 另请参阅
- 同心坑沉积
- 冰川
- 火星冰川
- 伊斯墨诺斯湖区
- 线状谷底沉积
- 舌状岩屑坡
- 火星分界
- 尼罗瑟提斯桌山群
- 普罗敦尼勒斯桌山群
- 上部平原单元